# Babajić
Babajić (em cirílico: Бабајић) é uma vila da Sérvia localizada no município de Ljig, pertencente ao distrito de Kolubara. A sua população era de 435 habitantes segundo o censo de 2011.

## Demografia
| 1948 | 1953 | 1961 | 1971 | 1981 | 1991 | 2002 | 2011 |
| ---- | ---- | ---- | ---- | ---- | ---- | ---- | ---- |
| 656  | 649  | 644  | 627  | 503  | 531  | 493  | 435  |